# Zend科技
Zend科技公司（英語：Zend Technologies Ltd.）是一家互联网基础架构软件公司，公司总部设在美国加利福尼亚州的库比蒂诺，技术中心设在以色列特拉维夫的拉马特甘，法国，意大利，德国均设立有办事处。公司的技术开发及商业运作都以PHPWeb应用为中心，包括Zend Studio。

## 历史

Zend Technologies早期標誌

Zend Technologies最为人们熟知的是它的两个奠基人：Andi Gutmans和Zeev Suraski，他们与其他以色列程序员一起，发展了由Rasmus Lerdorf开创的PHP语言。
1997年，Andi Gutmans和Zeev Suraski重写了Rasmus Lerdorf的PHP-FI，这份作品被作为PHP3发布。1998年，他们全部重新设计了语法解析器，并将它命名为Zend引擎。PHP4是第一个基于Zend引擎的产品，这一产品获得了巨大的成功。
2006年，在以色列风险投资年会，Zend Technologies获得了“最佳风险投资公司”的奖项，这一奖项由以色列总理Ehud Olmert亲自颁发。 

2015年10月6日，跨平臺軟體開發工具商Rogue Wave宣布併購Zend。

## 产品

### Zend Studio
一款PHP集成开发环境软件。

### Zend Engine
Zend引擎，PHP解析引擎

### Zend Guard
原名Zend Encoder Unlimited，PHP文件加密软件。

### Zend Optimizer
PHP代码优化工具。

### Zend WinEnabler
让PHP代码在Windows下运行得更稳定。

### Zend Core
主要支持IBM和Oracle数据库，取代传统的PHP安装方式，用半图形的界面进行安装。

### Zend framework
PHP开发框架。

### Zend Server
整合安装WEB服务器的商业软件，Zend Server CE是其免费版本。

### Zend Accelerator
PHP代码优化加速软件，已停止使用

## 合作伙伴
- Zend Japan （页面存档备份，存于）日本
- Brain Alliance （页面存档备份，存于）芬兰
- Ausy （页面存档备份，存于）比利时和卢森堡
- Ibuildings （页面存档备份，存于）英国和荷兰
- Think Open Software北美
- Rynet印尼，马来西亚，新加坡